# Luisa González Feo
Luisa González Feo (San José, 14 de febrero de 1899-San José, 23 de junio de 1982), conocida artísticamente como Luisa González de Sáenz, fue una pintora costarricense. Fue parte del movimiento denominado «Nueva Sensibilidad», grupo de artistas que en la década de 1930 se dio a la búsqueda de una identidad nacional para el arte costarricense, en contraposición a la tradición académica predominante en la época. Se le considera una de las artistas de la plástica costarricense más importantes que ha producido el país.

## Biografía
Nació en la ciudad de San José el 14 de febrero de 1899. Fue alumna del Colegio Nuestra Señora de Sion, donde mostró interés por el dibujo y la pintura.

## Obra
Su formación como pintora fue de carácter autodidacta. Creó una nutrida obra con variadas técnicas, donde sobresalen el óleo, el dibujo, el gouache y el vitral. Entre 1930 y 1945, la temática predominante de sus obras fue el paisajismo rural de las tierras altas de Costa Rica. Su arte fue realista con impulsos emotivos surrealistas.
Realizó una gran cantidad de exposiciones colectivas e individuales tanto en Costa Rica como en el exterior:
- Golden Gate, San Francisco, California, Estados Unidos (1938)
- The Morse Gallery of Art, Florida, Estados Unidos (1942)
- L'Atelier, San José, Costa Rica (1946)
- Museo Nacional de Costa Rica (1950)
- Teatro Nacional de Costa Rica (1951)
- Dirección General de Artes y Letras, Ministerio de Educación Pública, San José, Costa Rica (1965)
- Sala Enrique Echandi, Ministerio de Cultura, Juventud y Deportes
- Galería Enrique Echandi, Teatro Nacional (2006)
- Galería de la Casa del Artista (2007).

## Premios
Obtuvo el primer premio y medalla de oro en la octava Exposición de Artes Plásticas auspiciada por el Diario de Costa Rica, en el año de 1936. También fue Mención de Honor en el Certamen de Arte del Ministerio de Hacienda de Costa Rica, en 1970. Debido a su entrega al arte y a sus valores estéticos, fue escogida para representar a Costa Rica en varias exposiciones internacionales. En 1977, su óleo «San Francisco y los pájaros» fue reproducido en un sello postal de Costa Rica, como homenaje a su obra.